# Verbena ephedroides
Verbena ephedroides — вид трав'янистих рослин родини Вербенові (Verbenaceae), зростає в Аргентині, пд. Бразилії, Уругваї.

## Опис
Трава чи напівчагарник до 2 м заввишки, стебла дерев'яні, циліндричні на основі до приблизно 35 см перед першою гілкою, 4-кутні до верхівки і верхні гілки; стебла повністю голі. Листки сидячих 1.5–4 см завдовжки, від еліптичних до лінійних, клиноподібні основи і гострі верхівки, поля від цілих до злегка зубчастих, серединна жилка з притиснутими волосками знизу листка, верхні поверхня гладка. Квіткові яйцеподібні приквітки, (1.2)1.7(2.5) мм завдовжки, гостра верхівка, голі, поля коротко волосисті. Чашечка (1.8)2.2(2.8) мм довжиною, зі щільним запушенням, з 5 короткими трикутними зубчиками, верхівка гостра. Віночок фіалковий, бузковий або білий; трубка довжиною 4-5 мм. Тичинки зрощені до половиною довжини трубочки віночка.

## Поширення
Країни поширення: Аргентина, пд. Бразилія, Уругвай.